# Trgovište (općina)
Općina Trgovište (srpski: Општина Трговиште) je općina u Pčinjskom okrugu u južnoj Srbiji na granici sa Sjevernom Makedonijom. Središte općine je naselje Trgovište. Trgovište je najnerazvijenija općina u Republici Srbiji s velikim demografskim gubicima.

## Stanovništvo
Prema popisu stanovništva iz 2002. godine općina je imala 6.372 stanovnika, većinsko stanovništvo su Srbi (6.276).

## Naselja u općini
U općini se nalazi 35 naselja:
Babina Poljana, Barbace, Crna Reka, Crnovce, Crveni Grad, Dejance, Donja Trnica, Donji Kozji Dol, Donji Stajevac, Dumbija, Đerekarce, Goločevac, Gornja Trnica, Gornji Kozji Dol, Gornji Stajevac, Gornovac, Kalovo, Lesnica, Mala Reka, Margance, Mezdraja, Novi Glog, Novo Selo, Petrovac, Prolesje, Radovnica, Rajčevce, Surlica, Trgovište, Vladovce, Zladovce, Šajince, Šaprance, Široka Planina, Šumata Trnica